# 후지사키역 (후쿠오카현)
후지사키역(일본어: 藤崎駅)은 일본 후쿠오카현 후쿠오카시 사와라구 모모치 2초메에 소재하는 후쿠오카 시 교통국 지하철 공항선의 역이다. 역 번호는 K03.
역의 심볼 마크는 후쿠오카 시 출신의 그래픽 디자이너 니시지마 이사오가 디자인한 것으로 마크를 한번 보고도 역명을 알 수 있도록 지명의 후지사키에 연관된 후지노하나이다.

## 역 구조
- 상대식 2면 2선의 승강장을 가지는 지하역이다.
- 메이지도리 후지사키 교차점 부근 직하의 지하 3층, 지하 22m에 역이 있으며, 이는 후쿠오카 시 지하철 역 중에서는 가장 깊은 역이다.

### 승강장
| 1 | ■공항선·하코자키 선 | 덴진・하카타・후쿠오카 공항・가이즈카 방면 |
| 2 | ■공항선·지쿠히 선   | 메이노하마・지쿠젠마에바루・가라쓰 방면    |

## 이용 상황
2012년도의 1일 평균 승차 인원은 10,950명이다.
최근의 1일 평균 승차 인원의 추이는 아래 표와 같다.
| 연도   | 1일 평균 승차 인원 |
| ------ | ------------------ |
| 2001년 | 11,049             |
| 2002년 | 10,599             |
| 2003년 | 10,511             |
| 2004년 | 10,393             |
| 2005년 | 9,680              |
| 2006년 | 9,974              |
| 2007년 | 10,129             |
| 2008년 | 10,385             |
| 2009년 | 10,230             |
| 2010년 | 10,389             |
| 2011년 | 10,742             |
| 2012년 | 10,950             |

## 역 주변
- 후지사키 상가(이 상가는 다카토리 상가, 니시진에 있는 니시진 상가에 직결되어 있다)
- 사와라 구청(안내 방송 있음)
- 서 후쿠오카 세무서
- 후쿠오카 현립 모모치 문화 센터(모모치 팰리스)
- 후쿠오카 시 모모치 체육관
- 사와라 시민 센터
- 규슈 우정 연수소
- 후쿠오카 시 교육 센터
- 후쿠오카 시 사와라 보건소
- 사와라 우체국
- 사와라 도서관
- 후쿠오카 구치소
- 후쿠오카 시립 모모치 소학교
- 후쿠오카 시립 모모치 중학교
- 후쿠오카 시립 다카토리 소학교
- 후쿠오카 시립 다카토리 중학교
- 후쿠오카 시립 무로미 소학교
- 사와라 경찰서
- 후쿠오카 삼림 관리소
- 후쿠오카 산노 병원(안내 방송 있음)
- 써니 다카토리 점
- 후지사키 우체국
- 후지사키 버스승계터미널
- 모미지하치만구